# 서울 지하철 3호선
서울 지하철 3호선(서울 地下鐵 三號線)은 경기도 고양시 덕양구에 있는 지축역과 서울특별시 송파구에 있는 오금역을 잇는 서울특별시의 도시 철도 노선이다. 통행방향은 어디서든 우측통행이다. 
서울 지하철 4호선과 함께 서울 지하철 2호선의 역할을 극대화하고 지하철 이용률 증대측면에서 도심을 방사선형으로 관통하는 노선의 필연적인 필요성에 의해서 건설된 노선으로 (3호선은 서북쪽에서 동남쪽으로, 4호선은 동북쪽에서 서남쪽으로 관통) 서울 서북부 지역과 서울 동남부 지역을 대각선으로 연결한다.

## 역사
1975년 당시 서울특별시장인 구자춘에 의해 기존 계획이 파기된 이후, 1980년 4호선과 함께 건설업체 컨소시엄에 의해 사철로 건설한다는 계획이 발표되었다. 그러나 사철 건설을 통해 얻을 수 있는 수익은 대기업의 부동산 투자를 일부 제한하는 1978년 8.8조치로 인해 거의 대부분이 운임이 되면서 사업성이 떨어지게 되어 사철의 건설은 실패하고 컨소시엄도 해산되었으며, 서울특별시 지하철건설본부(현 서울특별시 도시기반시설본부)에 의해 건설되고 서울특별시 지하철공사에 의해 운영되게 되었다.
1985년 두 차례에 걸친 노선 개통으로 1기 지하철인 구파발 ~ 양재 간 23개 역을 이으며 운행을 시작했다. 1993년 10월 30일에 2기 지하철 계획 중 하나로 포함된 지축역과 양재 ~ 수서 구간이 개통되었다. 이후 1997년 3월 3기 지하철 계획 중 하나로 수서 - 가락시장 - 오금 연장 구간이 처음 계획되었고, 중간에 경찰병원역을 추가한 채 2004년 착공하여 2010년 2월 18일 연장 구간이 개통되었다.
한편 1996년에는 지축역을 기점으로 하는 일산선이 대한민국 철도청(현 한국철도공사)의 주도로 건설되어 현재까지 상호 열차가 직결 운행을 하고 있다.

### 연표
- 1980년 2월 : 구파발역 - 양재역 구간 착공
- 1983년 9월 13일 : 구파발역 ~ 양재역 구간 역명 결정[2]
- 1985년 3월 1일 : 장충역을 동대입구역으로 역명 변경[3]
- 1985년 4월 1일 : 홍은역에서 홍제역으로, 홍제역에서 무악재역으로 역명 변경[4]
- 1985년 7월 12일 : 구파발역 ~ 독립문역 (8.0 km, 7개 역) 개통.
- 1985년 10월 18일 : 독립문역 ~ 양재역 (18.2 km, 16개 역) 개통[5]
- 1987년 5월 1일 : 중앙청역을 경복궁역으로 역명 변경[6]
- 1989년 12월 : 양재역 - 수서역 구간 착공
- 1990년 4월 1일 : 지축역 역명 결정 및 화물터미널역을 남부터미널역으로 변경[7]
- 1990년 7월 13일 : 지축역 ~ 구파발역 (1.5 km, 1개 역) 개통
- 1993년 10월 30일 : 양재역 ~ 수서역 (7.5 km, 7개 역) 개통.
- 2000년 5월 1일 : 일산선, 수도권 전철 3호선으로 통합
- 2009년 10월 29일 : 경찰병원역 역명 결정[8]
- 2010년 2월 18일 : 수서역 ~ 오금역 (3.0 km, 3개 역) 개통.
- 2013년 1월 3일 : 경복궁(정부중앙청사)역을 경복궁(정부서울청사)역으로 변경[9]

## 운영
노선 전 구간을 서울교통공사에서 운영하고 있으며, 열차는 지축역에서 일산선과 직결하여 대화역까지 운행하기도 하며, 구파발역까지만 운행하기도 한다. 서울교통공사 소속 전동차가 대화행으로, 한국철도공사 소속 전동차가 구파발행으로 운행하는 경우도 많다. 각 공사 소속 전동차는 정해진 시간표에 따라 편성한다.

### 차량
- 서울교통공사 3000호대 VVVF 전동차
- 한국철도공사 3000호대 전동차[10]

## 역 목록

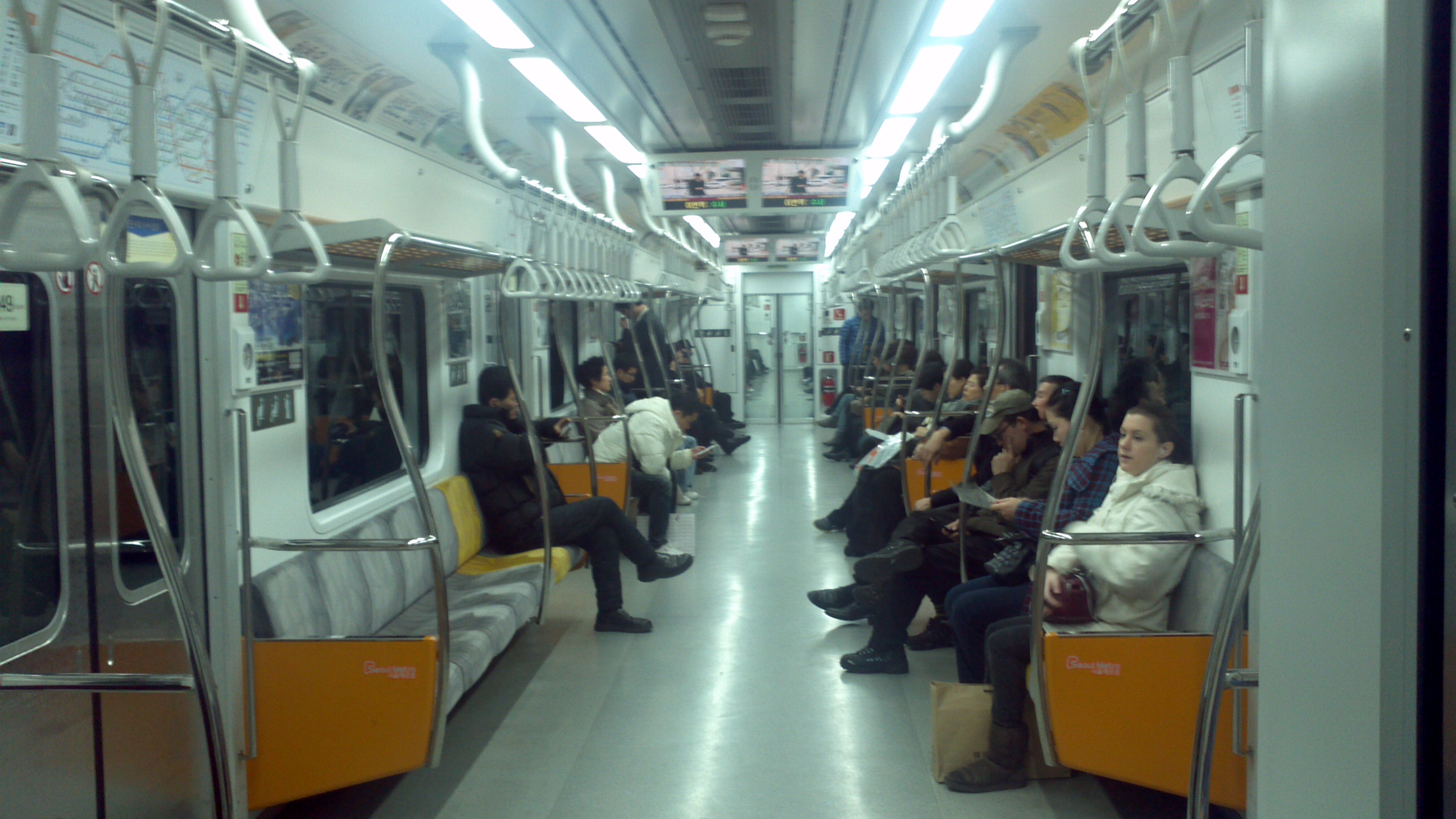
349편성 차량 실내 1

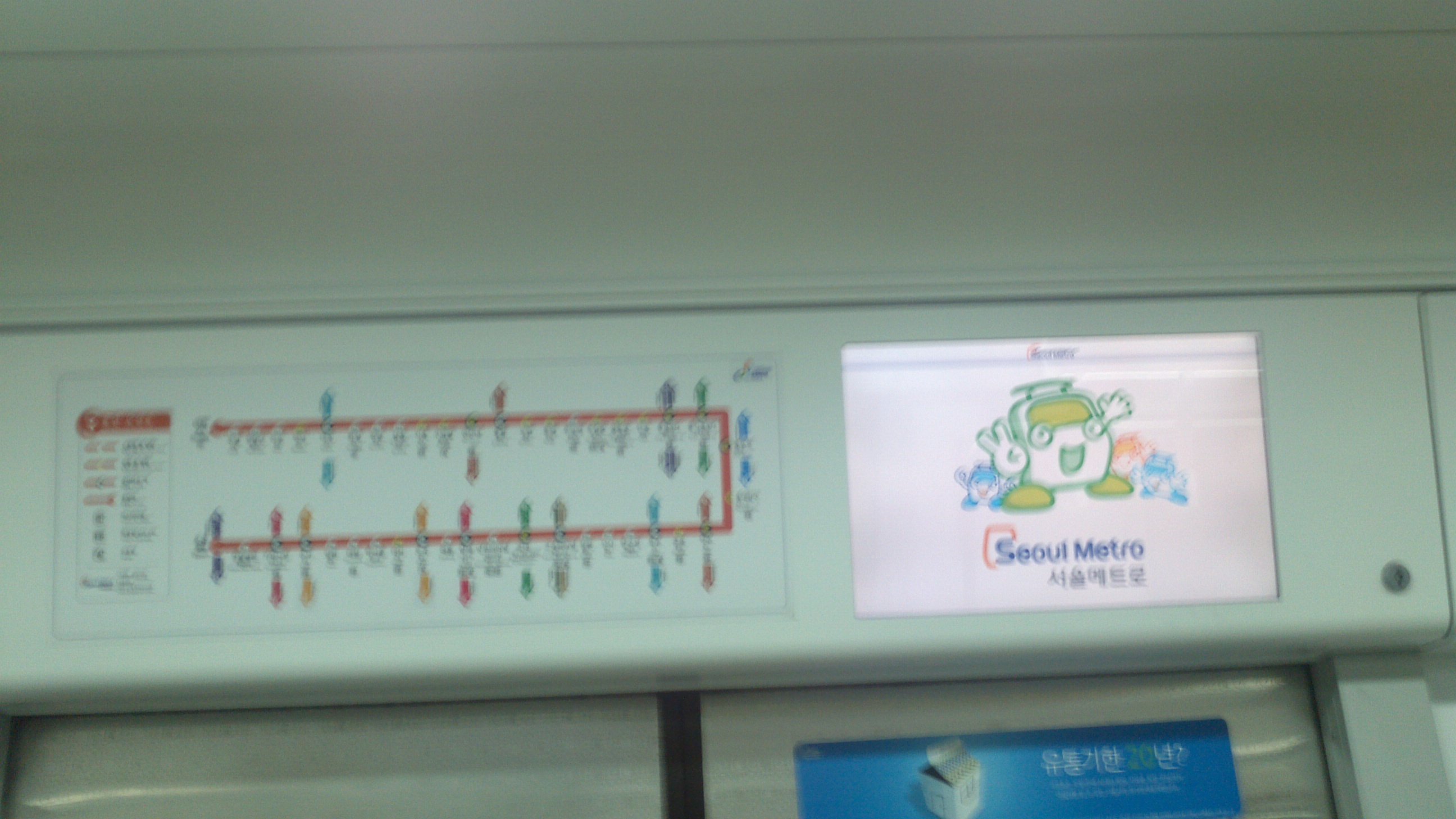
349편성 차량 실내 2

| 역 번호 | 역명                   | 로마자 역명                                                 | 한자 역명              | 접속 노선                                                                 | 역간 거리 | 영업 거리 | 소재지     | 소재지   | 소재지   |
| ------- | ---------------------- | ----------------------------------------------------------- | ---------------------- | ------------------------------------------------------------------------- | --------- | --------- | ---------- | -------- | -------- |
| 319     | 지축                   | Jichuk                                                      | 紙杻                   |                                                                           | 0.0       | 0.0       | 경기도     | 고양시   |          |
| 320     | 구파발                 | Gupabal                                                     | 舊把撥                 |                                                                           | 1.5       | 1.5       | 서울특별시 | 은평구   | 은평구   |
| 321     | 연신내                 | Yeonsinnae                                                  |                        | ● 서울 지하철 6호선 ● 수도권 광역급행철도 A노선                           | 2.0       | 3.5       | 서울특별시 | 은평구   | 은평구   |
| 322     | 불광                   | Bulgwang                                                    | 佛光                   | ● 서울 지하철 6호선                                                       | 1.3       | 4.8       | 서울특별시 | 은평구   | 은평구   |
| 323     | 녹번                   | Nokbeon                                                     | 碌磻                   |                                                                           | 1.1       | 5.9       | 서울특별시 | 은평구   | 은평구   |
| 324     | 홍제(서울문화예술대)   | Hongje(Seoul Culture Arts Univ.)                            | 弘濟(서울文化藝術大)   |                                                                           | 1.6       | 7.5       | 서울특별시 | 서대문구 | 서대문구 |
| 325     | 무악재                 | Muakjae                                                     | 毋岳재                 |                                                                           | 0.9       | 8.4       | 서울특별시 | 서대문구 | 서대문구 |
| 326     | 독립문                 | Dongnimmun                                                  | 獨立門                 |                                                                           | 1.1       | 9.5       | 서울특별시 | 서대문구 | 서대문구 |
| 327     | 경복궁(정부서울청사)   | Gyeongbokgung(Government Complex-Seoul)                     | 景福宮(政府서울廳舍)   |                                                                           | 1.6       | 11.1      | 서울특별시 | 종로구   | 종로구   |
| 328     | 안국                   | Anguk                                                       | 安國                   |                                                                           | 1.1       | 12.2      | 서울특별시 | 종로구   | 종로구   |
| 329     | 종로3가                | Jongno 3(sam)-ga                                            | 鍾路3(三)街            | ● 수도권 전철 1호선 ● 수도권 전철 5호선                                   | 1.0       | 13.2      | 서울특별시 | 종로구   | 종로구   |
| 330     | 을지로3가              | Euljiro 3(sam)-ga                                           | 乙支路3(三)街          | ● 서울 지하철 2호선                                                       | 0.6       | 13.8      | 서울특별시 | 중구     | 중구     |
| 331     | 충무로                 | Chungmuro                                                   | 忠武路                 | ● 수도권 전철 4호선                                                       | 0.7       | 14.5      | 서울특별시 | 중구     | 중구     |
| 332     | 동대입구(신라면세점)   | Dongguk Univ.(The Shilla Duty Free)                         | 東大入口               |                                                                           | 0.9       | 15.4      | 서울특별시 | 중구     | 중구     |
| 333     | 약수                   | Yaksu                                                       | 藥水                   | ● 서울 지하철 6호선                                                       | 0.7       | 16.1      | 서울특별시 | 중구     | 중구     |
| 334     | 금호                   | Geumho                                                      | 金湖                   |                                                                           | 0.8       | 16.9      | 서울특별시 | 성동구   | 성동구   |
| 335     | 옥수                   | Oksu                                                        | 玉水                   | ● 수도권 전철 경의·중앙선                                                 | 0.8       | 17.7      | 서울특별시 | 성동구   | 성동구   |
| 336     | 압구정(현대백화점)     | Apgujeong(Hyundai Department Store)                         | 狎鷗亭                 |                                                                           | 2.1       | 19.8      | 서울특별시 | 강남구   | 강남구   |
| 337     | 신사                   | Sinsa                                                       | 新沙                   | ● 신분당선                                                                | 1.5       | 21.3      | 서울특별시 | 강남구   | 강남구   |
| 338     | 잠원                   | Jamwon                                                      | 蠶院                   |                                                                           | 0.9       | 22.2      | 서울특별시 | 서초구   | 서초구   |
| 339     | 고속터미널             | Express Bus Terminal                                        | 高速터미널             | ● 서울 지하철 7호선 ● 서울 지하철 9호선                                   | 1.2       | 23.4      | 서울특별시 | 서초구   | 서초구   |
| 340     | 교대(법원·검찰청)      | Seoul Nat'l Univ. of Education(Court & Prosecutor's Office) | 敎大(法院·檢察廳)      | ● 서울 지하철 2호선                                                       | 1.6       | 25.0      | 서울특별시 | 서초구   | 서초구   |
| 341     | 남부터미널(예술의전당) | Nambu Bus Terminal(Seoul Arts Center)                       | 南部터미널(藝術의殿堂) |                                                                           | 0.9       | 25.9      | 서울특별시 | 서초구   | 서초구   |
| 342     | 양재(서초구청)         | Yangjae(Seocho-gu Office)                                   | 良才(瑞草區廳)         | ● 신분당선                                                                | 1.8       | 27.7      | 서울특별시 | 서초구   | 서초구   |
| 343     | 매봉                   | Maebong                                                     |                        |                                                                           | 1.2       | 28.9      | 서울특별시 | 강남구   | 강남구   |
| 344     | 도곡                   | Dogok                                                       | 道谷                   | ● 수도권 전철 수인·분당선                                                 | 0.8       | 29.7      | 서울특별시 | 강남구   | 강남구   |
| 345     | 대치                   | Daechi                                                      | 大峙                   |                                                                           | 0.8       | 30.5      | 서울특별시 | 강남구   | 강남구   |
| 346     | 학여울                 | Hangnyeoul                                                  | 鶴여울                 |                                                                           | 0.8       | 31.3      | 서울특별시 | 강남구   | 강남구   |
| 347     | 대청(서울주택도시공사) | Daecheong(SH Corporation)                                   |                        |                                                                           | 0.9       | 32.2      | 서울특별시 | 강남구   | 강남구   |
| 348     | 일원                   | Irwon                                                       | 逸院                   |                                                                           | 1.2       | 33.4      | 서울특별시 | 강남구   | 강남구   |
| 349     | 수서                   | Suseo                                                       | 水西                   | 🚅수서고속철도(SRT) ● 수도권 전철 수인·분당선 ● 수도권 광역급행철도 A노선 | 1.8       | 35.2      | 서울특별시 | 강남구   | 강남구   |
| 350     | 가락시장               | Garak Market                                                | 可樂市場               | ● 수도권 전철 8호선                                                       | 1.4       | 36.6      | 서울특별시 | 송파구   | 송파구   |
| 351     | 경찰병원               | National Police Hospital                                    | 警察病院               |                                                                           | 0.8       | 37.4      | 서울특별시 | 송파구   | 송파구   |
| 352     | 오금                   | Ogeum                                                       | 梧琴                   | ● 수도권 전철 5호선                                                       | 0.8       | 38.2      | 서울특별시 | 송파구   | 송파구   |

## 이용객 변동
지축역 ~ 오금역 구간만 해당된다.
| 노선  | 노선   | 일평균 인원수 (명/일) | 일평균 인원수 (명/일) | 일평균 인원수 (명/일) | 일평균 인원수 (명/일) | 일평균 인원수 (명/일) | 일평균 인원수 (명/일) | 일평균 인원수 (명/일) | 일평균 인원수 (명/일) | 일평균 인원수 (명/일) | 일평균 인원수 (명/일) | 각주   |
| 노선  | 노선   | 2000년                | 2001년                | 2002년                | 2003년                | 2004년                | 2005년                | 2006년                | 2007년                | 2008년                | 2009년                | 각주   |
| ----- | ------ | --------------------- | --------------------- | --------------------- | --------------------- | --------------------- | --------------------- | --------------------- | --------------------- | --------------------- | --------------------- | ------ |
| 3호선 | 승차   | 511,151               | 534,667               | 541,309               | 534,654               | 534,745               | 525,406               | 522,154               | 519,529               | 517,107               | 518,536               | [ 11 ] |
| 3호선 | 하차   | 504,405               | 524,014               | 534,420               | 529,342               | 530,309               | 524,612               | 522,778               | 519,969               | 519,303               | 523,519               | [ 11 ] |
| 3호선 | 승하차 | 1,015,554             | 1,058,681             | 1,075,729             | 1,063,996             | 1,065,054             | 1,050,018             | 1,044,934             | 1,039,498             | 1,036,410             | 1,042,056             | [ 11 ] |
| 노선  | 노선   | 2010년                | 2011년                | 2012년                | 2013년                | 2014년                | 2015년                | 2016년                | 2017년                | 2018년                | 2019년                | [ 11 ] |
| 3호선 | 승차   | 546,166               | 557,535               | 558,482               | 566,045               | 574,509               | 557,515               | 556,398               | 560,385               | 563,704               | 572,566               | [ 11 ] |
| 3호선 | 하차   | 553,663               | 566,277               | 566,639               | 573,276               | 580,660               | 564,279               | 563,356               | 561,225               | 564,160               | 571,823               | [ 11 ] |
| 3호선 | 승하차 | 1,099,829             | 1,123,812             | 1,125,121             | 1,139,321             | 1,155,169             | 1,121,794             | 1,119,754             | 1,121,610             | 1,127,864             | 1,144,389             | [ 11 ] |
| 노선  | 노선   | 2020년                |                       |                       |                       |                       |                       |                       |                       |                       |                       | [ 11 ] |
| 3호선 | 승차   | 407,542               |                       |                       |                       |                       |                       |                       |                       |                       |                       | [ 11 ] |
| 3호선 | 하차   | 407,726               |                       |                       |                       |                       |                       |                       |                       |                       |                       | [ 11 ] |
| 3호선 | 승하차 | 815,268               |                       |                       |                       |                       |                       |                       |                       |                       |                       | [ 11 ] |

## 같이 보기
- 수도권 전철 3호선
- 일산선
- 서울 지하철
- 1기 지하철
- 사설 철도